# 中華民國—斐濟關係
中華民國與斐濟共和國無官方外交關係，但曾在1996年相互承認國家地位，也於對方首都互設具大使館功能的代表機構，後斐濟駐臺機構於2017年關閉。

## 歷史
1930年代，斐濟殖民政府颁下禁酒令，規定斐濟人、印度人和华人在领取许可证後才可進入酒吧。斐濟華僑對此强烈不满，在请愿失敗後致函中華民國驻悉尼总领事馆求援；當時的中華民國驻悉尼总领事宋发群向殖民政府提出交涉，殖民政府最終取消对华人的禁酒令。此後，斐濟華僑體认到在當地設立中國外交代表機構的重要性，於是在中華民國國民政府的同意下設立駐斐技島分館，館長為副領事。
中国抗日战争爆發後，斐濟華僑向中華民國方面捐贈10萬英鎊和4架戰鬥機，又以購買公債的形式支援中國抵抗日本；亦有華僑在斐濟成立剧社，舉行筹款义演。
1932年6月14日，駐斐技島分館更名為駐蘇瓦分館。1937年，再更名為駐蘇瓦副領事館。1949年，升格為領事館。1950年1月，中華民國與英國斷交，撤銷領事館。
1970年10月，斐濟從英國獨立，斐濟既沒有承認中華民國，亦不承認中華人民共和國。

#### 中華民國駐斐技島、蘇瓦副領事（1929－1949年）
| 姓名   | 任命           | 到任           | 免職           | 離任   | 職務     |
| ------ | -------------- | -------------- | -------------- | ------ | -------- |
| 鄭觀陸 | 1930年10月17日 | 1930年10月17日 |                | 1936年 | 代副领事 |
| 蔣家棟 | 1936年9月3日   | 1936年10月16日 | 1941年5月2日   |        | 副領事   |
| 陳樂石 | 1940年4月5日   | 1940年11月8日  | 1944年11月14日 |        | 副領事   |
| 章文騏 | 1944年11月14日 |                | 1947年2月21日  |        | 副領事   |
| 賴世珍 | 1946年4月13日  | 1946年6月3日   | 1949年1月14日  |        | 副領事   |

#### 中華民國駐蘇瓦領事（1949－1950年）
| 姓名   | 任命          | 離任      | 職務   | 備註     |
| ------ | ------------- | --------- | ------ | -------- |
| 莊景琦 | 1949年1月18日 | 1950年1月 | 副领事 | 代理領事 |

## 政治

### 外交

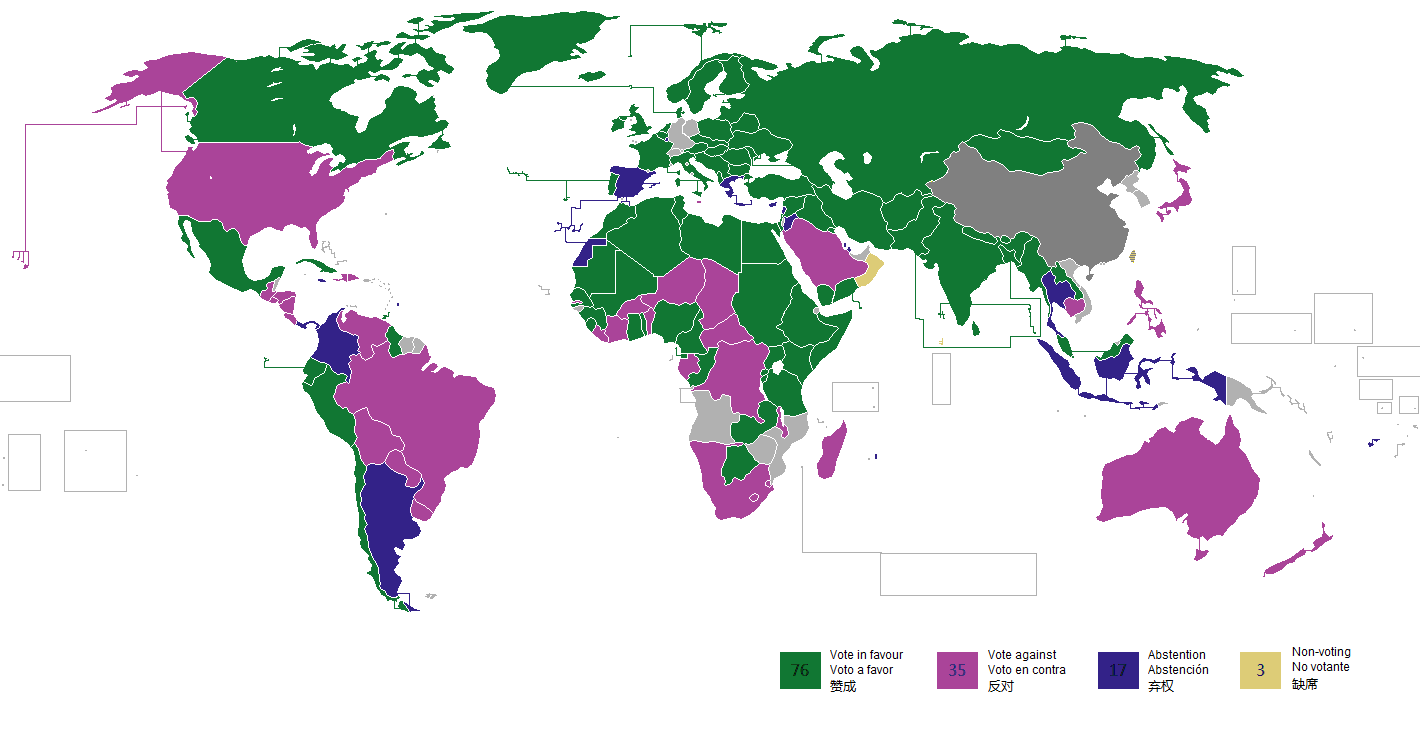
藍色國家表示在1971年的投票中對於中華民國續留聯合國一案棄權，即《聯合國大會2758號決議》，其中包括斐濟。

1988年5月14日，斐濟總統甘毅勞夫婦抵台訪問。期間會見總統李登輝及行政長俞國華，並參觀1988年度環球小姐比賽及臺灣的文經設施。
1990年8月1日，中華民國外交部政務次長金樹基在斐濟首都蘇瓦主持第一屆南太平洋地區工作會報，與會人員包括駐南太平洋國家大使、代表。
1991年8月，斐濟總理馬拉抵台訪問。馬拉擔任斐濟總統後，於1994年11月、1996年12月抵台訪問。
1995年10月，斐濟總理欒布卡與外交部長波雷於聯合國成立五十週年暨聯合國大會為中華民國參與聯合國執言。1996年、1997年、1998年，斐濟再度於聯合國大會執言。
1996年10月4日，中華民國外交部長錢復與斐濟外交部長波雷簽署《相互承認聯合公報》，是繼1992年9月萬那杜、1995年5月巴布亞紐幾內亞之後，第三個與中華民國建立相互承認關係之國家。
1997年9月，斐濟參與在库克群岛舉辦的第5屆「台灣／中華民國－南太平洋論壇國家對話會議」。
1997年12月25日，斐濟總統馬拉抵台訪問，主持駐華貿易暨觀光代表處的開幕儀式。1999年，馬拉再度訪問台灣。
1998年7月，中華民國行政院長蕭萬長率團參加索羅門群島獨立二十週年慶典活動後，順道訪問斐濟。8月，斐濟參與在密克罗尼西亚联邦舉辦的第6屆「台灣／中華民國－南太平洋論壇國家對話會議」。
2005年5月，斐濟在世界衛生大會（WHA）發言支持中華民國的邦交國所提「邀請台灣以觀察員身分參與世界衛生大會」議案。
2007年5月，斐濟在世界动物卫生组织（OIE）大會有關將中華民國的會員名稱改為「中国台湾」（Taiwan, China）或「中国台北」（Taipei, China）一案中投票反對。最終表決通過將名稱改為「TAIPEI（CHINESE）」。
2020年7月30日，前中華民國總統李登輝逝世，前斐濟總理欒布卡表示哀悼。

### 代表機構
1971年5月15日，中華民國於斐濟首都蘇瓦設立具大使館功能的中華民國駐斐濟商務代表團（Trade Mission of the Republic of China to the Republic of Fiji），後因1975年11月5日中华人民共和国與斐濟建交，於1976年2月29日撤回代表團，改設立亞東貿易中心。1987年12月21日，斐濟政府主動宣布將亞東貿易中心復名為中華民國駐斐濟商務代表團，並享有外交特權暨豁免，代表團亦可懸掛國旗。2019年7月31日，在中華人民共和國對斐濟的施壓下，更名為駐斐濟臺北商務辦事處（Taipei Trade Office in Fiji）。2023年3月15日，斐濟政府決議恢復名稱為中華民國（臺灣）駐斐濟商務代表團（Trade Mission of the Republic of China (Taiwan) to the Republic of Fiji），並享有《斐濟外交特權暨豁免法》的外交特權，斐濟外交部於3月24日以節略正式知會。是駐非邦交國機構中唯一使用中華民國國號者。但截至2023年6月1日未能完成掛牌，僅更動官方網站名稱，中華民國外交部回應指斐濟政府面臨中華人民共和國極大的壓力，但仍積極與斐濟政府進行協商。2023年6月21日，中華民國外交部表示，由於斐濟政府受到中華人民共和國的強大壓力，最終決定將名稱改回駐斐濟臺北商務辦事處，並對於斐濟政府未能堅持立場，表示遺憾。但至2023年9月底，中華民國外交部網頁以及駐斐濟辦事處網頁，其中、英文名稱始更改。
1997年12月1日，斐濟在中華民國首都臺北設立類似功能的斐濟駐華貿易暨觀光代表處（Fiji Trade and Tourism Representative Office in R.O.C.），12月25日，由斐濟總統馬拉主持開幕儀式，是少數非邦交國駐臺灣機構使用駐「華」名稱，後於2017年5月10日撤館。2017年5月16日，斐濟總理姆拜尼馬拉馬在北京出席一帶一路高峰論壇，與中华人民共和国主席習近平會面時，表示堅持「一個中國」政策，使外界質疑斐濟撤館的動機。對此，中華民國總統府和外交部皆表示，斐濟撤館是基於經濟因素考量，通盤檢視其駐外館處所做出的決定。

#### 2020年國慶酒會事件
2020年10月19日，台灣媒體引述《亚太报告》（Asia Pacific Report）报道，駐斐濟台北商務辦事處於10月8日在當地飯店舉辦國慶酒會時，有兩名中華人民共和國（以下權稱中國）駐斐濟大使館人員「強行進入」，「並與辦事處人員發生衝突，導致駐處人員頭部受傷送醫」。同日，中國外交部發言人赵立坚表示「台湾在斐济根本没有什么所谓『外交官』」，「有关报道与事实完全不符，台方是贼喊捉贼。台机构在所谓的活动现场公然悬挂伪旗，蛋糕上也标有伪旗图案。」「当晚，台机构人员对在同一酒店公共区域正常执行公务的中国使馆工作人员发起言语挑衅和肢体冲突，造成一名中国外交官身体受伤、物品受损。中国驻斐济使馆已就上述事件向斐方表达严重关切，要求斐方对此进行彻查，并依法追究台方人员责任。」中華民國外交部發言人歐江安則表示，中國人員被驅離後向斐濟警方謊稱遭台灣攻擊，企圖混淆視聽，對中國駐斐濟大使館人員嚴重違反法治與文明規範的行為，予以強烈譴責。並請駐處立即向斐濟外交部與警政署提供相關人證與物證，以釐清事實。也請駐處與當地警方保持密切聯繫，加強未來各項活動的維安作業。有立法委員在立法院質詢時要求外交部提告，外交部政務次長曾厚仁起先不願正面回應，後來表示「將往提告方向研議」，「駐處也即刻向斐濟外交部及警方說明事發經過，並提供相關人證、物證」。又表示台灣與斐濟沒有邦交，事件處理效率可能不高。同日，斐济警方表示收到了中国大使馆的报案，但是没有收到台湾駐处的报案。20日，在斐濟外交部介入斡旋下，中国大使馆撤案，事件暫時平息，斐濟政府並承諾將派員協助台灣駐處的後續公開活動，避免再度發生類似事件。21日，美國國務卿蓬佩奧表示「我們祝福台灣友人健康並早日康復，很不幸地，這並非我們第一次聽到中國外交官行為不當。」另有媒体于22日报道，台灣駐處遭殴伤的是国安单位派驻的人员。

## 經濟

### 貿易
2015年2月6日，成立斐濟臺商總會。
| 年分 | 貿易總額   | 貿易總額 | 貿易總額 | 出口至斐濟 | 出口至斐濟 | 出口至斐濟 | 自斐濟進口 | 自斐濟進口 | 自斐濟進口 | 順逆差 |
| 年分 | 金額       | 年增減   | 排名     | 金額       | 年增減     | 排名       | 金額       | 年增減     | 排名       | 順逆差 |
| ---- | ---------- | -------- | -------- | ---------- | ---------- | ---------- | ---------- | ---------- | ---------- | ------ |
| 2017 | 57,898,104 | ▲26.3%   | 98       | 51,118,944 | ▲22.3%     | 86         | 6,779,160  | ▲68.0%     | 119        | 順差▲  |
| 2018 | 74,284,100 | ▲28.3%   | 69       | 68,010,007 | ▲33.0%     | 81         | 6,274,093  | ▼7.5%      | 119        | 順差▲  |
| 2019 | 44,019,460 | ▼40.7%   | 105      | 41,815,313 | ▼38.5%     | 89         | 2,204,147  | ▼64.9%     | 143        | 順差▼  |
| 2020 | 39,536,869 | ▼10.2%   | 106      | 36,854,956 | ▼11.9%     | 89         | 2,681,913  | ▲21.7%     | 135        | 順差▼  |
| 2021 | 54,276,471 | ▲37.3%   | 107      | 52,313,361 | ▲41.9%     | 84         | 1,963,110  | ▼26.8%     | 146        | 順差▲  |
| 2022 | 52,599,775 | ▼3.1%    | 105      | 50,867,801 | ▼2.8%      | 90         | 1,731,974  | ▼11.8%     | 148        | 順差▼  |
| 2023 | 34,591,749 | ▼34.2%   | 111      | 32,517,385 | ▼36.1%     | 95         | 2,074,364  | ▲19.8%     | 143        | 順差▼  |
| 2024 | 41,273,548 | ▲19.3%   | 109      | 39,384,215 | ▲21.1%     | 89         | 1,889,333  | ▼8.9%      | 154        | 順差▲  |

2023年的兩國貿易項目如下：
出口至斐濟的前10大項目為：聚縮醛、环氧树脂、醇酸樹脂、聚碳酸酯、聚丙烯酯與其他聚酯、聚醚；冷凍魚；捲筒或平版之纸與纸板；氯乙烯或其他鹵化烯烃之聚合物；機動車輛所用之零件與附件；衛生紙、面紙或餐巾之原紙、纤维素胎與纖維素紙；合成纖維絲紗梭织物；針織或鉤針織品；纸、纸板、纖維素胎或纖維素紙所製之箱、盒、匣、袋與其他包裝容器；乙烯之聚合物等。
自斐濟進口的項目為：水，包括天然水或人造礦泉水與汽水（碳酸水），未含糖或其他甜味料與香料者，雪與冰；已調製或保藏之魚類、鱼子酱與魚卵調製之代替品；生鮮、冷藏或冷凍魚；未发酵與未加酒精之果汁與蔬菜汁；乾蔬菜；木材；未變性之乙醇以及烈酒、力娇酒與其他含酒精成分之飲料；鑄幣；特殊物品，含進口未超過5萬新臺幣之小額報單與其他零星物品；男用或男童用服飾；釣魚竿、釣魚鈎與其他釣魚用具、撈魚網、捕蝶網與類似之网、鳥形引誘物與類似狩獵或射擊用品等。

## 華裔斐濟人
在斐濟的華人約5,000人，多數是從中國大陸移民至此的第二、三代，其中來自臺灣的華人僅約100人。此地的華語學校：斐济逸仙学校成立於1934年，目前就讀該校之華裔學生約有500人。1989年5月，成立斐濟華僑文教中心。1991年3月，成立旅斐濟台灣同鄉聯誼會。

## 交流

### 援助
1978年，中華民國開始在斐濟派駐農技團，雙方多年來以政府名義簽署《農業技術合作協定》，協助斐濟改良農作物及推廣熱帶蔬果生產；依據簽署的《製糖技術合作協定》，中華民國協助斐濟發展糖業，派遣專家配合斐濟糖業研究中心從事水土保持、水資源管理、植物營養、肥料、雜草控制等多項研究計畫，以及考察發展製糖工業的可行性。此外，財團法人國際合作發展基金會（國合會）亦派遣技師協助斐濟規劃水產養殖發展計畫，並傳授養殖技術。
太平洋友邦行動醫療團計畫包括互相承認但未建交的斐濟，並連續5年派遣馬偕醫院行動醫療團在斐濟第1大島維提島及北島瓦努阿島義診。2017年，國泰綜合醫院規劃派遣行動醫療團2梯次（每團8人）至斐濟巡迴義診。本計畫是透過診療服務的臨床交流達到技術轉移目的，先收集特殊病例，再藉由醫療團隊與當地醫師共同診療，以提升當地醫師對特殊及複雜疾病的診療能力。
斐濟於2016年2月20日遭受南半球有紀錄以來最強烈的五級熱帶氣旋－溫斯頓侵襲，中華民國駐斐濟商務代表團於25日代表中華民國政府捐贈斐濟政府人道援助款項，由斐濟總理府代表政府接受。

### 學術
中華民國每年提供國合會及教育部獎學金名額各1名，提供斐濟學生前來攻讀學士及碩、博士。斐濟學生亦可申請參與中華民國提供給太平洋島國論壇（PIF）秘書處的台灣獎學金計畫，就近申請就讀南太平洋大學。

## 協定
| 日期           | 簽署                                                                         | 備註         |
| -------------- | ---------------------------------------------------------------------------- | ------------ |
| 1978年3月6日   | 《中華民國駐斐濟亞東貿易中心與斐濟土著地開發公司協定》                       | [ 註 4 ]     |
| 1987年12月2日  | 《（中華民國駐斐濟）亞東貿易中心與斐濟糖業股份有限公司間技術合作協定》       |              |
| 1990年4月25日  | 《中華民國政府與斐濟共和國政府間製糖工業技術合作協定》                       | 以下簡稱中斐 |
| 1990年4月25日  | 《中斐技術合作協定》                                                         | [ 註 6 ]     |
| 1993年6月10日  | 《中華民國台灣郵政總局與斐濟（共和國）郵政總局間交換國際快捷郵件瞭解備忘錄》 |              |
| 1999年3月11日  | 《中斐農業技術合作協定》                                                     | [ 註 7 ]     |
| 2005年3月18日  | 《臺灣與斐濟群島共和國政府間農業技術合作協定》                               | [ 註 8 ]     |
| 2011年12月12日 | 《中華民國技術團與斐濟初級產業部間移交協定》                                 | [ 註 9 ]     |
| 2012年7月10日  | 《中斐關於洗錢及資助恐怖主義情資交換瞭解備忘錄》                             | [ 註 10 ]    |
| 2015年         | 《財團法人國際合作發展基金會與斐濟衛生部間會議備忘錄》                       | [ 53 ]       |
| 2016年4月20日  | 《國泰醫療財團法人與斐濟衛生部間醫療合作協議》                               | [ 49 ]       |

## 簽證

持中華民國護照的中華民國國民簽證要求分布圖：入境斐濟可以免簽證。

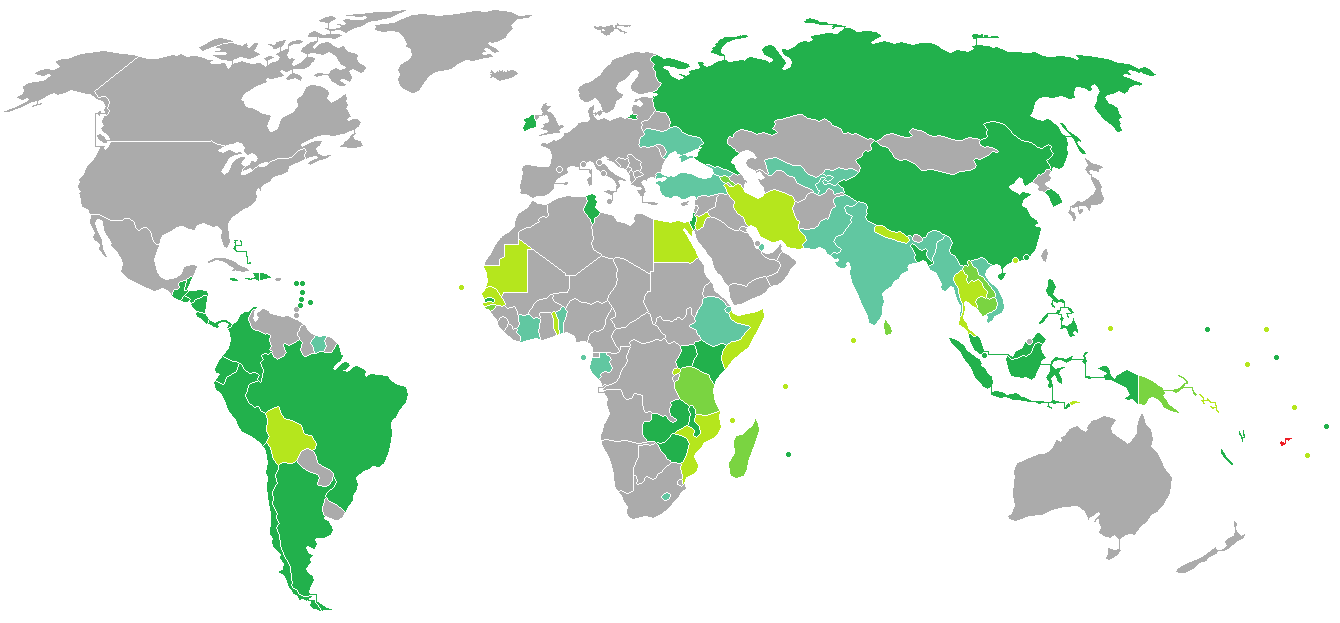
持斐濟護照的斐濟人口簽證要求分布圖：入境中華民國需要簽證。

持有中華民國護照的中華民國國民可以免簽證的方式入境斐濟，觀光停留最多4個月並可延長2個月；以工作目的入境，可於落地後申請商務簽證，停留最多14日並可延長3個月。
持有斐濟護照的斐濟國民抵台參加由中央政府機關主辦、協辦或贊助之國際會議、運動賽事、商展或其他活動，可以電子簽證入境中華民國，停留最多30天並不得延期。

## 交通

### 航空

#### 客運
兩國無直航班機，可經由（不計航點遠近，截至2023年7月17日）：
- 臺北→香港、東京-成田、新加坡、雪梨、墨爾本、布里斯本、奧克蘭、基督城[註 11]、洛杉磯、舊金山、檀香山、溫哥華，再轉機前往斐濟的國際機場（英语：List of airports in Fiji）。
- 台中→香港、東京-成田→斐濟。
- 台南→香港→斐濟。
- 高雄→香港、東京-成田、新加坡→斐濟。

### 駕車
持有中華民國國際駕駛執照可在斐濟駕車6個月，超過6個月以上須考該國駕照。

## 外部連結
- 中華民國外交部－斐濟共和國簡介 （页面存档备份，存于）
- 駐斐濟臺北商務辦事處（Facebook、Twitter）
- 外交部領事事務局－國外旅遊警示分級表
- 中華民國衛生福利部－國際旅遊疫情建議等級
- 中華民國國際經濟合作協會 （页面存档备份，存于）